# Verat d'ull gros
El bis, el bísol (viso o vísol), la cavalla, el verat d'ull gros, dit gallimó quan és jove(Scomber colias) és una espècie de peix de la família dels escòmbrids i de l'ordre dels cipriniformes que es troba a l'oceà Atlàntic.